# Joseph Soldenfeldt
Joseph Carl Soldenfeldt, født Soldin (26. januar 1806 i København – 14. februar 1891 sammesteds) var en dansk embedsmand, boghandler og legatstifter, bror til F.V. Soldenfeldt og medgrundlægger af Soldenfeldts Stiftelse.

## Karriere
Han blev født i København, hvor hans fader, Abraham Soldin (1769-1834), var boghandler. Moderen hed Rose Wallich (1769-1842). Han var født jøde, men blev tillige med sin broder Ferdinand Vilhelm og to andre søskende døbt 29. april 1820 i Frederiksberg Kirke med navnet Soldenfeldt. 1822 blev han student, 1827 cand. jur. og trådte derefter ind i Danske Kancelli, hvor han blev kancellist 1834, fuldmægtig 1841 og samme år kontorchef i brandforsikringskontoret. 1842 blev han kancelliråd og 1854 justitsråd. 1859 tog han på grund af nedsat syn sin afsked derfra med titel af etatsråd og blev 8. februar 1886 Ridder af Dannebrog.

## Filantropi
Sammen med sin broder havde han arvet faderens forlagsboghandel, der væsentligst omfattede sådanne kurante ting som skudsmålsbøger og skolebøger, og derved samlede de sig en meget stor formue. De var selv nøjsomme og tarvelige, men udviste en enestående godgørenhed, og der var næppe noget, der blev samlet ind til, hvor de ikke med glæde ydede bidrag; en stor almisseuddeling fandt årrækker igennem sted hver fredag fra den fædrene gård i Fortunstræde. Deres efterladte formue, over 1.750.000 kr. i datidens mønt, bestemte de (ved testamente af 14. marts 1881) til legater for kvinder, væsentligst af de arbejdende og tjenende klasser: Lærerinder, husjomfruer, syjomfruer, tjenestepiger; en del af beløbet brugtes til at bygge et par store stiftelser for, som blev administreret af Københavns Magistrat. F.V. Soldenfeldt døde 9. november 1881, Joseph Soldenfeldt 14. februar 1891. Begge brødre var ugifte.
Han er begravet på Assistens Kirkegård. Soldenfeldt er gengivet i relief af E. Soldi 1890 og i en buste af Carl Aarsleff på Soldenfeldts Stiftelse.